# Salix maizhokunggarensis
Salix maizhokunggarensis är en videväxtart som beskrevs av N. Chao. Salix maizhokunggarensis ingår i släktet viden, och familjen videväxter. Inga underarter finns listade i Catalogue of Life.